# Idiocera sachalinensis
Idiocera sachalinensis är en tvåvingeart som först beskrevs av Alexander 1924.  Idiocera sachalinensis ingår i släktet Idiocera och familjen småharkrankar. Inga underarter finns listade i Catalogue of Life.